# Frondiculina
Frondiculina es un género de foraminífero bentónico considerado un subgénero de Frondicularia, es decir, Frondicularia (Frondiculina), cuyo nombre fue sustituido por el de Frondiculinita de la familia Ichthyolariidae, de la superfamilia Robuloidoidea, del suborden Lagenina y del orden Lagenida. Fue considerado como sinónimo posterior de Lingulina de la Subfamilia Frondiculariinae, de la Familia Nodosariidae, de la Superfamilia Nodosarioidea. Su especie-tipo era Frondicularia (Frondiculina) dubiella. Su rango cronoestratigráfico abarcaba el Liásico (Jurásico inferior).

## Clasificación
Frondiculina incluía a la siguiente especie:
- Frondiculina dubiella †, también considerado como Frondicularia (Frondiculina) dubiella †, y aceptado como Frondiculinita dubiella †